# Popclub
Popclub war eine von Thomas Hermanns moderierte Comedy-Promi-Spielshow rund ums Thema Musik.
Es traten jeweils zwei Dreierteams gegeneinander an, meist Frauen gegen Männer oder gemischte Gruppen unter anderen Themennamen. Jede Gruppe musste zunächst einen Teamkapitän bestimmen sowie einen Schlachtruf präsentieren. Zudem zeigte am Anfang einer jeden Sendung in der Vorstellungsrunde jeder der teilnehmenden Kandidaten seine erste Schallplatte und Moderator Thomas Hermanns wurde jedes Mal anders präsentiert immer mit einem Musikgegenstand, den er besitzt oder einem besonderen Erlebnis mit der Musik (z. B. „Und hier ist der Mann, der ein Originalautogramm von Agnetha besitzt.“). Das Konzept der Sendung entspricht seinem britischen Vorbild Never Mind the Buzzcocks.

## Spielablauf
Der Wettkampf begann mit der sogenannten Buzzerrunde, in dieser umschrieb Hermanns Bandnamen oder Songtitel und die Gruppen mussten möglichst schnell den Buzzer drücken und den jeweils gesuchten Begriff erraten.
Beispiele:
- Geile Waffen für Sex Pistols
- Edelpenner für Supertramp
- Jungs in der Pubertät für Boyz II Men
- Bru’Schwes für Bro’Sis
- Ratten der Knallstadt für Boomtown Rats

Pro richtiger Antwort gab es 10 Punkte.
Alternativ wurde in der ersten Runde Lüge oder Wahrheit gespielt, bei der alle Kandidaten reihum je einmal entscheiden mussten, ob eine Aussage wahr oder falsch ist. Pro richtiger Antwort gab es 5 Punkte.
Die zweite Runde hieß Charts Scharade. Hierbei musste ein Teammitglied innerhalb von 60 Sekunden Songtitel oder Bandnamen pantomimisch darstellen. Pro richtiger Antwort der restlichen Kandidaten gab es 10 Punkte. Alternativ wurde in der zweiten Runde Pass auf was Du sagst gespielt. Dabei musste das ausgewählte Teammitglied statt der pantomimischen Darstellung innerhalb von 60 Sekunden Band- oder Interpretennamen umschreiben, ohne Titel zu nennen, zu summen oder zu singen und ohne den Namen der Band oder den Titel zu übersetzen. Außerdem gab es eine Liste von 3–5 weiteren Ausdrücken, die ebenfalls nicht zur Umschreibung verwendet werden durften. Pro richtiger Antwort gab es 5 Punkte.
Nun wurde, da man sich kurz vor der Werbepause befand, jeweils ein Videoclip gezeigt zu dem Hermanns eine Frage stellte (z. B. Wie geht der Clip weiter?, Wie heißt der Interpret? oder bei Coverversionen Wer ist der Originalinterpret?). Ab der zweiten Staffel spielte eine Straßencombo ein Lied und der Titel musste erraten werden. Die Gruppen mussten ihre Antwort auf eine runde Pappscheibe schreiben und durften sie nicht zeigen, da dem Zuschauer nun die gleiche Frage gestellt wurde und er per Telefonanruf zwischen zwei möglichen Antworten entscheiden konnte. Zu gewinnen waren meist bis zu 100 CDs oder etwa eine Musikanlage.
Nach der Werbepause wurde die Antwort aufgelöst und die Teams erhielten bei richtiger Antwort 10 Punkte.
Für die dritte Runde gab es zwei verschiedene Varianten:
- Zum einen Deep Throat. Auch hierbei musste jeweils ein Teammitglied (sinnvollerweise ein anderes als in der 2. Runde) innerhalb von 60 Sekunden möglichst viele Songmelodien so gurgeln oder summen, dass seine Mitspieler den Songtitel erraten konnten. Pro richtig erratenes gegurgeltes Lied gab es 10 Punkte, für jedes gesummte Lied, das richtig erkannt wurde, gab es 5 Punkte.
- Die zweite Variante nannte sich Killer-Karaoke. Hier musste ebenfalls ein Teammitglied zu einem vorgegebenen Melodie, die dem Kandidaten vorher nicht bekannt war, sowie einem vorgegebenen Titel einen neuen frei erfundenen Text singen. (So musste z. B. Shaham von Bro’Sis zu der Melodie von Ladies Night (Kool & The Gang) einen Song mit dem Titel Ich hab für Mädchen Zeit singen). Per Zuschauerapplaus wurde dann bestimmt, welcher der beiden Kandidaten die höhere Punktzahl bekam.

Als Abschluss gab es eine Schnellraterunde (Pop-Power) in der alle Kandidaten nacheinander Fragen beantworten mussten, wofür sie höchstens 3 Sekunden Zeit hatten. Jede Frage baute immer auf der Antwort zur vorhergehenden Frage auf. Pro richtiger Antwort gab es 5 Punkte, nach zwei Durchgängen war das Spiel zu Ende.
Nach jeder Runde erfragte Hermanns den aktuellen Punktestand durch Druck auf einen Buzzer. Dabei ertönte Duran Durans Is There Something I Should Know („Please Please Tell Me Now“).
Am Ende der Show, wenn Hermanns den finalen Punktestand erfahren wollte, ertönte beim Drücken des Buzzers Final Countdown von Europe. Das jeweilige Gewinnerteam erhielt als Trophäe die Goldene Agnetha (in Anlehnung an Hermanns ABBA-Liebling Agnetha Fältskog). Das Verliererteam erhielt als Trostpreis meist eine CD. Als Siegersong wurde Thank You For The Music – ebenfalls von ABBA – eingespielt.

## Sonstiges
- Zur Sendung erschien eine Kompilation mit Popsongs.[1]
- Ab der zweiten Staffel fand jede Sendung unter einem Motto z. B. Boys Club oder Ladies Night statt.[2]
- Die erste Staffel (bestehend aus 13 Folgen)[3] wurde jeweils samstags um 18:30 Uhr ausgestrahlt, die zweite montags um 23:15 Uhr.

## Episoden/Gäste
1. Staffel (2002)
- Episode 1: Sa, 4. Mai 2002

Dirk Bach, Ingo Appelt, Nils Bokelberg gegen Barbara Schöneberger, Sonya Kraus, Jessica Wahls
- Episode 2: Sa, 11. Mai 2002
- Episode 3: Sa, 18. Mai 2002

Bürger Lars Dietrich, Janine Kunze, Atze Schröder gegen Dieter Nuhr, Sissi Perlinger, Chiara Schoras
- Episode 4: Sa, 25. Mai 2002

Lucy Diakovska, Georg Uecker, Leslie Mandoki gegen Guildo Horn, Dieter Landuris, Nathalie (Sängerin)
- Episode 5: Sa, 1. Juni 2002

Barbara Schöneberger, Jessica Wahls, Ingo Appelt gegen Dirk Bach, Sonya Kraus, Alexander Mazza
- Episode 6: Sa, 8. Juni 2002

Michael Mittermeier, Jasmin Gerat, Sandra Steffl gegen Gayle Tufts, Sebastian Deyle, Tobias Schlegl
- Episode 7: Sa, 15. Juni 2002

Enie van de Meiklokjes, Hella von Sinnen, Oliver Pocher gegen Reinhold Beckmann, Michaela Schaffrath, Christian Kahrmann
- Episode 8: Sa, 22. Juni 2002

Eva Habermann, Annette Frier, Axel Schulz gegen Oliver Petszokat, Elton, Lilo Wanders
- Episode 9: Sa, 29. Juni 2002

Ben, Holger Speckhahn, Atze Schröder gegen Enie van de Meiklokjes, Janine Kunze, Olivia Jones
- Episode 10: Sa, 6. Juli 2002

Michael Mittermeier, Sebastian Deyle, Sandra Steffl gegen Nadine Krüger, Tobias Schlegl Gayle Tufts
- Episode 11: Sa, 13. Juli 2002

Lucy Diakovska, Yvonne Catterfeld, Milka Loff Fernandes gegen Guildo Horn, Georg Uecker, Dieter Landuris
- Episode 12: Sa, 20. Juli 2002

Dieter Nuhr, Holger Speckhahn, Chiara Schoras gegen Ben, Bürger Lars Dietrich, Tanja Schumann
- Episode 13: Sa, 27. Juli 2002

2. Staffel (2003)
- Episode 14: Mo, 17. Februar 2003
- Episode 15: Mo, 24. Februar 2003

Oliver Pocher, DJ Ötzi, Mark Keller gegen Bernhard Hoëcker, Elton, Shaham Joyce
- Episode 16: Mo, 3. März 2003 (Karneval-Spezial)

Georg Uecker, Dirk Bach, Ralph Morgenstern gegen Fettes Brot (Band)
- Episode 17: Mo, 10. März 2003

Andy Bell (von Erasure), Nils Bokelberg, Gitta Saxx gegen Britta von Lojewski, DJ Ötzi, Elton
- Episode 18: Mo, 17. März 2003

Guildo Horn, Désirée Nick, Indira Weis gegen Götz Otto, Mousse T., Miriam Pielhau
- Episode 19: Mo, 31. März 2003

Matthias Opdenhövel, Anastasia Zampounidis, Hennes Bender gegen Thomas Ohrner, Christian Tramitz, Aleksandra Bechtel
- Episode 20: Mo, 7. April 2003

Gayle Tufts, Hella von Sinnen, Michael Müller gegen Enie van de Meiklokjes, Kim Fisher, Bürger Lars Dietrich
- Episode 21: Mo, 28. April 2003

Erika Berger, Claudia Roth, Giovanni Zarrella gegen Ingo Appelt, Reinhold Beckmann, Sonya Kraus
- Episode 22: Mo, 12. Mai 2003

Oliver Petszokat, Axel Schulz, Oliver Pocher gegen Stefanie Tücking, Nova Meierhenrich, Sandra Steffl
- Episode 23: Mo, 19. Mai 2003

Désirée Nick, Mousse T., Indira Weis gegen Götz Otto, Guildo Horn, Mary Roos
- Episode 24: Mo, 26. Mai 2003

Kim Fisher, Hella von Sinnen, Lilo Wanders gegen Enie van de Meiklokjes, Gayle Tufts, Ariane Sommer
- Episode 25: Mo, 2. Juni 2003 (ABBA-Special)

Pierre Geisensetter, Ralph Morgenstern, Kerstin Marie Mäkelburg gegen Sissi Perlinger, Dirk Bach, Georg Uecker
- Episode 26: Mo, 16. Juni 2003

Stefanie Tücking, Axel Schulz, Nova Meierhenrich gegen Oliver Pocher, Georg Uecker, Oliver Petszokat
- Episode 27: Mo, 23. Juni 2003

Weitere Gäste (in den Episoden mit fehlender Gästeliste): Nena, Jessica Stich, Jeanette Biedermann